# Pastinachus stellurostris
Pastinachus stellurostris ist eine Stechrochenart, die an der Küste des westlichen Borneo und in der Mündung des Kapuas sowie möglicherweise auch im Bang Pakong in Thailand lebt.

## Merkmale
Pastinachus stellurostris hat eine rautenförmige, leicht längliche Brustflossen-Scheibe mit spitz zulaufender Schnauze. Die Scheibe erreicht eine Breite von 42 cm, womit die Art klein für die Gattung ist. Der lange Schwanz mit der für die Gattung typischen ausgeprägten Hautfalte am mittleren Drittel ist etwa 2,5 mal so lang wie die Scheibe breit. Der Rücken ist dunkelbraun mit einem Stich ins Grüne, die Oberseite des Schwanzes etwas heller. Die Unterseite ist weiß, mit einem schmalen dunklen Rand an Scheibe und Bauchflossen. Auf der Oberseite der Schnauze trägt er die namensgebenden, sternförmigen Placoidschuppen (lat. stella=Stern, lat. rostrum=Schnauze). Entlang der Rückenlinie trägt er eine Reihe deutlich ausgeprägter Dornen, die sich auf dem Schwanz bis zur Hautfalte fortsetzt.

## Lebensweise
Die Art lebt bevorzugt in flachen Küstengewässern sowie dem Brack- und Süßwasser von Flussmündungen. Über ihre Ernährungsweise ist wenig bekannt. Größe, Lebensraum und die für Stechrochen typische Form und Anordnung der Zähne legen nahe, dass sie vorwiegend kleine Krustentiere verzehrt.

## Systematik
Pastinachus stellurostris wurde erstmals 2010 im Rahmen eines Forschungs-Projektes der australischen CSIRO beschrieben. Innerhalb der Gattung ist sie vor allem Pastinachus solocirostris im äußeren Erscheinungsbild sehr ähnlich, mit der sie zudem sympatrisch lebt. Molekulargenetische Untersuchungen zeigen Pastinachus stellurostris innerhalb der inzwischen fünf Arten umfassenden Gattung allerdings verwandtschaftlich am weitesten von Pastinachus solocirostris entfernt. Äußerlich können die Arten an der Form der Placoidschuppen auf der Schnauze und an den Dornen entlang der Rückenlinie, die bei solocirostris fehlen, unterschieden werden. Alle anderen Arten der Gattung weisen eine gerundete Schnauze ohne Placoidschuppen auf und sind zudem meist größer.